# 招摇
招摇（牧夫座γ，γ Boo）是牧夫座的一颗变星，直径约为2.14*106km，视星等为+3.03，距离地球约87光年。它距离太阳约85光年。該變星由美國天文學家舍本·卫斯里·伯纳姆於1878年發現。